# جيمي جوردن
جيمي جوردن (بالإنجليزية: Jimmy Jordan)‏ هو لاعب كرة قاعدة أمريكي، ولد في 13 يناير 1908، وتوفي في 4 ديسمبر 1957 في تشارلوت في الولايات المتحدة.

## وصلات خارجية
- جيمي جوردن على موقعبيزبول رفرنس.كوم (الدوري الرئيسي) (الإنجليزية)
- جيمي جوردن على موقعبيزبول رفرنس.كوم (الدوري الثانوي) (الإنجليزية)